# Юдзуки (1927)
«Юдзуки» (яп. 夕月 "Месяц на вечернем небосклоне" (поэтическое название четвертого месяца лунного календаря) — японский эсминец типа «Муцуки». Двенадцатый корабль в серии из 12 кораблей. Принимал активное участие в войне против Китая и боях на Тихом океане. Потоплен американской авиацией во время боёв за Филиппины 12 декабря 1944 года.

## Проектирование и строительство
Заказан в соответствии с «Новой кораблестроительной программой по замещению кораблей по условиям Вашингтонского договора 1923 г.». Корабли этого типа являлись развитием эсминцев типа «Камикадзе». На эсминцах типа «Муцуки» были установлены более мощные торпедные аппараты (строенные) Для повышения остойчивости корабля были увеличены размеры корпуса и водоизмещение.
Построенные на основе опыта Первой мировой войны, эсминцы предназначались для атаки линейных сил противника и защиты своих тяжелых артиллерийских кораблей от атак эсминцев, постановки активных минных заграждений и траления мин. Однако уже к концу 1930-х годов корабли значительно уступали по основным параметрами новым эсминцам как японским, так и будущих противников. Юдзуки строился на верфи Фудзинагато в Осаке в 1926-27 гг. Вошёл в строй под названием «№ 34» 1 августа 1928 он получил своё основное название.

## Вооружение
Артиллерийское вооружение включало четыре одноорудийные щитовые установки 120-мм орудий тип 3 (длина 45 калибров, дальность — 5500 м, запас 180 снарядов на орудие, скорострельность — 9 выстрелов в минуту). Одно орудие было размещено на полубаке, второе между двух труб в центральной части корабля, ещё два — в коровой части спереди и сзади грот-мачты. Корабли практически не имели зенитного вооружения, которое было ограничено двумя 7,7-мм пулемётами тип 92. Возросшая роль авиации потребовала усиления зенитного вооружения, которое было проведено в ходе модернизации корабля в феврале 1938 года. Были установлены две одинарных 25-мм зенитных пушки типа 96 (длина — 60 калибров, скорострельность до 110 выстрелов в минуту, эффективная высота стрельбы до 1500 м, дальность до 3000 м, запас снарядов — 2000 на орудие). 7,7-мм пулемёты были заменены на 13,2-мм тип 93.
В сентябре 1943 года было проведено очередное перевооружение корабля. Было демонтировано одно 120-мм орудие, число 25-мм зенитных пушек возросло до 10, а 13-мм пулемётов до четырёх единиц. Через год в августе 1944 года было демонтировано ещё одно 120-мм орудие и 13-мм пулемёты и добавлено два 25-мм орудия.
Торпедное вооружение было усилено благодаря тому, что на эсминцах этого типа были впервые установлены новые трехтрубные 610-мм торпедные аппараты тип 12, что позволило уменьшить их число. Первый аппарат был традиционно для японских эсминцев размещён перед носовой надстройкой. Однако на последующих типах от такого размещения конструкторы отказались. Второй аппарат был расположен в кормовой части между дымовой трубой и грот-мачтой. При вступлении в строй корабль не имел никакого противолодочного вооружения. В 1932 году этот недостаток был исправлен и корабль получил два бомбомета тип 88 и два бомбосбрасывателя тип 3 с запасом из 36 глубинных бомб. Во время модернизации 1938 года на эсминце были заменены бомбомёты (установлены новые бомбомёты тип 94) и размещены сонар тип 93 и гидрофон тип 92. А в августе 1944 эсминец получил РЛС обнаружения воздушных целей и управления огнем тип 13 и РЛС обнаружения надводных целей тип 22 мод. 4.

## История службы
После вступления в строй корабль включили в состав 23-го дивизиона эскадренных миноносцев 2-й Флотилии Второго Флота и до января 1928 года он занимался боевой подготовкой в японских водах. В 1928 году дивизион осуществлял патрулирование побережья Китая. 1 декабря 1931 года 23-й дивизион перебазировали на Сасебо и был включен включили в состав Первой Флотилии Первого Флота. С 26 января по 22 марта 1932 года корабль участвовал в Первом Шанхайском сражении в составе Третьего флота под командованием вице-адмирала Китисабуро Номуры. Юдзуки действовал в районе устья реки Янцзы, оказывая огневую поддержку армейским частям, которые вели бои за Шанхай.
В марте 1932 года эсминец возвратился в Сасебо, где до сентября 1932 года прошел текущий ремонт корпуса и механизмов и модернизацию, связанную с установкой противолодочного вооружения. В августе 1933 года Юдзуки принял участие в морском параде у Иокогамы. С декабря 1934 года по ноябрь 1936 года он числился в резерве и простоял в Сасебо на базе флота. Начавшаяся война с Китаем потребовала усиления флота и эсминец было вновь вернуть в строй. В январе 1937 — ноябре 1940 года в составе 23 дивизиона Пятой флотилии Третьего Флота Юдзуки участвовал в блокаде побережья Китая и обеспечивал оккупацию Кантона. С января по июль 1941 в Сасебо, на верфи флота на корабле был проведён очередной ремонт и модернизация: были усилены корпусные конструкции, установлено зенитное вооружение, оборудование для обнаружения подводных лодок, новые бомбомёты.

## Начальный период войны на Тихом океане
К началу войны эсминец под командованием капитана 3-го ранга Татибаны Хироты в составе 23 дивизиона был включен в состав соединения контр-адмирала Гото. В декабре 1941 г. в составе соединения тяжелых крейсеров (тяжелые крейсеры «Како», «Фурутака», «Аоба», «Кинугаса», однотипные эсминцы «Удзуки» и «Кикудзуки») принимал участие в захвате острова Гуам и Уэйк. В январе-феврале 1942 г. в составе соединения Марумо обеспечивал оккупацию Кавиенга и Суруми (на побережье Новой Ирландии), после чего вернулся на базу в Трук.
16 апреля 1942 года Юдзуки включили в Соединение Вторжения на остров Тулаги контр-адмирала Сима, в составе которого в начале мая он прибыл в район восточных Соломоновых островов, где обеспечивал высадку частей Специального отряда морской пехоты на Тулаги. 4 мая 1942 года во время налета американских бомбардировщиков с авианосца «Йорктаун» эсминец попал под обстрел, в результате которого была повреждена кормовая надстройка, возник пожар и погибло 10 человек, в том числе командир корабля — капитан третьего ранга Хирота Татибана, более 20 человек было ранено. В начале мая эсминец стал флагманским кораблём 30 дивизиона эсминцев. 8 мая 1942 года эсминец возвратился в Рабаул, где был включен в состав Соединения Вторжения на острова Науру и Океании, однако намечавшаяся операция была отменена. Вместо погибшего командиром корабля был назначен капитан 3-го ранга Кукити Мори.

## Кампания у Соломоновых островов
Во второй половине мая 1942 года эскортировал конвои между Рабаулом, Кавингом и Труком. После расформирования 23 дивизиона эсминцев Юдзуки вошёл в состав 29 дивизиона эсминцев Четвёртого Флота вице-адмирала Иноуэ. В июле-августе неоднократно участвовал в эскорте транспортных кораблей в районе Соломоновых островов и Новой Гвинеи. 10 июля 1942 года новым командиром корабля был назначен капитан-лейтенант Сёити Оямада. 11 августа 1942 года во время второй операции эсминец подобрал с воды около 80 человек из состава экипажа потопленного крейсера «Како». С осени 1942 года 'Юдзуки' начинает принимать участие в операциях «Токийского экспресса». 6-11 октября 1942 года эсминец вместе с крейсером «Тацута» доставил на мыс Тассафаронг (на острове Гуадалканал) части 17-й армии генерал-лейтенанта Харукити. С ноября 1942 года до февраля 1943 года эсминец прошел в Труке текущий ремонт корпуса и механизмов.

## Участие в операциях 1943-44 годов
После ремонта Юдзуки передали в распоряжение Соединения Надводного эскорта Восьмого Флота и до мая 1943 г. он обеспечивал воинские перевозки между метрополией, атоллом Трук и архипелагом Бисмарка. С мая по август 1943 году в Иокосуке был проведён текущий ремонт корпуса и механизмов, усилено зенитное вооружение. После ремонта эсминец вновь занимается сопровождением конвоев. В начале декабря 1943 года он эскортировал тяжелый крейсер «Майя», авианосцы «Дзуйхо» и «Унье» во время перехода с атолла Трук в Йокосуку. В конце мая — апреле 1944 года эсминец вместе с крейсером «Юбари» и эсминцем «Самодаре» доставил с острова Сайпан на остров Сонсорол армейские части и боеприпасы. Во время операции принял на борт экипаж крейсера, потопленного американской подводной лодкой.
В начале мая 1944 года корабль прибыл в Йокосуку, где на верфи флота до августа провели ремонт корпуса и механизмов, усилили зенитное вооружение и установили РЛС. В середине июля 1944 г. Удзуки обеспечивал перевозки между побережьем Китая и Филиппинами. 11 декабря 1944 года к северо-востоку от острова Себу, во время эскорта конвоя из самоходных барж с армейскими частями, корабль вместе с эсминцем «Удзуки» вступил в бой с американским эсминцем «Кохлан». Во время перестрелки японский конвой атаковали торпедные катера противника РТ-492 и РТ-490. Эсминцу удалось избежать гибели, но вскоре он был настигнут американской авиацией. Самолёты корпуса морской пехоты потопили корабль в 65 милях к северо-востоку от острова Себу11°20′ с. ш. 124°10′ в. д.. 20 человек из состава экипажа погибло, а 217 было спасено эсминцем «Кири». Корабль был исключён из списков флота 10 декабря 1945 года.